# Redoute de Gennevilliers
La redoute de Gennevilliers était une fortification située dans les Hauts-de-Seine. Elle est parfois appelée redoute d'Asnières.

## Historique
À la déclaration de guerre du Second Empire à la Prusse, en juillet 1870, l'armée fortifie en urgence les intervalles des forts avancés de 1840. La redoute de Gennevilliers est alors placée entre le fort de la Briche et celui du Mont Valérien.
L'objectif est de défendre le coude de la Seine entre Asnières et Argenteuil.
Elle n'est jamais terminée, et subit le premier siège de Paris.
Elle est prise par les troupes versaillaises le 14 avril 1871, lors du second siège de Paris.
Détruite à la fin du XIXe siècle, sur son emplacement ont été créés le Cimetière de Bois-Colombes et le cimetière nouveau d'Asnières-sur-Seine.
Elle a donné son nom à l'avenue de la Redoute à Asnières-sur-Seine.